# Une deuxième chance
Une deuxième chance est un téléfilm de Noël français réalisé par Frédéric Krivine et diffusé en 2003. 

## Synopsis
C'est la veille de Noël. Nicolas se sent bien seul depuis que Natacha, la femme qu'il aime, l'a laissé tomber. Plus rien ne l'intéresse. Il erre sans but dans les rues illuminées de la ville. C'est alors que Zoé, une sans domicile fixe, croise sa route. Zoé prétend être la dernière fée sur Terre, dotée de pouvoirs magiques. Comme Nicolas l'a invitée à dîner, elle lui propose de réaliser son plus grand rêve. D'abord surpris, il lui demande alors une «deuxième chance» avec Natacha. Tout à coup, le revoilà dans la brasserie où il a, pour la première fois, croisé le regard de sa chère et tendre. Malheureusement, rien ne se déroule comme il l'espérait.

## Fiche technique
- Réalisateur : Frédéric Krivine
- Scénario : Frédéric Krivine
- Musique : Bruno Bontempelli
- Son : Daniel Banaszak
- Pays d’origine :  France
- Format : couleur
- Genre : drame, fantastique
- Durée : 90 min

## Distribution
- Julien Boisselier : Nicolas
- Natalia Dontcheva : Natacha
- Marc Duret : Louis
- Christiane Muller : Zoé
- Brigitte Bémol : Sylvie
- Jean-Marc Thibault : Luther
- Jean-Pierre Cassel : Anatole
- Alexandre Carrière : le gérant du restaurant
- Hugues Martel : le maître d'hôtel
- Olivier Beg : le serveur de choucroute
- Christopher Bétrémieux : Jeremy
- Philippe Capelle : Roger le policier
- Saverio Maligno : Le serveur mariage